# Ludmann Ottó
Ludmann Ottó (Lőcse, 1839. június 26. – Budapest, 1936. február 21.) egyházkerületi kollégiumi rektor, főgimnáziumi igazgató, 1863–1916 között tanár Eperjesen.

## Élete
Lőcsén és Eperjesen tanult, ott Flórián Károlynál volt elszállásolva. Mivel a lőcsei gimnáziumban cseh anyanyelvű tanárok is tanítottak, csehül is megtanult. A katolikus gimnáziumban érettségizett. 1860-ban papjelölti vizsgát tett. Az 1860–1861. iskolai évet mint nevelő Eperjesen töltvén, okt. 1-től mint póttanár a görög nyelvet tanította. 1862. szeptembertől 1863. szept.-ig a Berlini Egyetemen folytatta tanulmányait, klasszika filológiát, filozófiát, matematikát és fizikát hallgatott. Hospitált Jenában s Halleban is. Mindhárom helyen tanulmányozta a gimnáziumi és nevelőintézeti életet is. 1863-ban rendes gimnáziumi tanárnak választották Eperjesen, ahol a görög és német nyelvet és irodalmat tanította. 1869-ben collegiumi tápgondnoknak választották és ő rendezte az alumnaeum viszonyait. Otrokócsi Végh Dániel segítségével rendezte a Szirmay-könyvtárt 1887-ben és azután háromszor is megválasztották a celligum gimnáziumi igazgatójává.
1916-ban vonult nyugdíjba, de ezt követően a csehszlovák államfordulatig tovább tanított. Ezt követően lányával Ludmann Paulával, aki szintén tanár és festő volt, Budapestre költözött. 1935-ben elvesztette látását is. A farkasréti temetőben helyezték örök nyugalomra. Felesége Riedel Anna volt.
Arcképét Székely Andor (André Székely) festette meg 1912-ben, ma a Sárosi Galéria gyűjteményében található.

## Emlékezete
- 1929-ben 90. születésnapjára Eperjesen emléktáblát avattak[2]

## Művei
- 1875 A ránkharleini időszaki artézi forrás. Természet VII
- 1875 Jelentés az 1872. évben a magyar tudományos akadémia támogatásával Hazslinszky Frigyes akadémiai tag vezetése alatt tett kirándulásról, különösen helyrajzi magasságmérési és légtüneti tekintetben. Mathem. és természettudományi Közlemények X/8. Budapest
- 1877 Der intermittirende artesische Springbrunnen des Ránk-Herleiner Bades in Ober-Ungarn. Petermann's Geographische Mittheilungen
- 1878 Kivonat a Vihorlat trachyt-hegységnek topographikus leirásából. Mathem. és természettudományi Közlemények XV/13. Budapest
- 1878 Szuinszky-Kamen trachyt hegység topographiai viszonyairól. Akadémiai Értesítő